# 이혜리 (1967년)
이혜리(본명:고명자 1962년 7월 14일 ~ )은 대한민국의 가수이다. 1985년 《들꽃처럼》으로 트로트계에 데뷔하여 《당신은 바보야》, 《혼자사는 여자》 등의 히트곡을 냈다. 현재 거주지는 서울특별시이다.

## 생애
1962년 7월 14일에 강원도 춘천시에서 태어났다. 17살 학창시절에 전국노래자랑에 출연했을 만큼 학창시절부터 노래에 관심이 아주 많았다고 한다.
이후 1985년에 '들꽃처럼'이라는 곡을 발표하며 가수로 데뷔하게 되었고, '혼자 사는 여자', '당신은 바보야', '춤추는 밤', '12시에 만납시다', '아이 좋아라' 등의 곡을 추가적으로 발표했다.
열애설이 터진 후에 잠시 활동이 잠잠해졌으나, 얼마 지나지 않아 다시 가수 활동을 재개했고, 현재에도, 전국노래자랑 초대가수, 가요무대 등에 출연하며 활발하게 가수 활동을 이어나가고 있다. 이후 '자갈치 아지매' 라는 곡을 추가로 발표했다. 자갈치 아지매라는 곡은 MBC 편애중계에서 전유진이 부르면서 화제가 되었다.

## 데뷔
- 1985년 노래 "들꽃처럼"

## 음반
- 1985년 《들꽃처럼》
- 2000년 《혼자사는 여자》
- 2002년 《당신은 바보야》
- 2006년 《12시에 만납시다》
- 2006년 《춤추는 밤》
- 2008년 《고추, 모르나봐》
- 2012년 《아이 좋아라》
- 2018년 《자갈치 아지매》

## 수상
- 2010년 제16회 대한민국연예예술상 사회봉사상 수상
- 2012년 제19회 대한민국연예예술상 올해의 10대 가수상

## 가족
- 어머니 : 박종순
- 큰언니 : 고순자
- 남동생 : 고창수 (이혜리 매니저)
- 딸 : 안근영 (프로골퍼) - 2016년 KLPG 우승, 골프 코치로 전향